# Communauté rurale de Diamagadio
La communauté rurale de Diamagadio est une communauté rurale du Sénégal située au centre du pays. 
Elle fait partie de l'arrondissement de Katakel, du département de Kaffrine et de la région de Kaffrine.